# رسالة عمان

رسالة عمان هو البيان الذي صدر في 9 نوفمبر 2004 (27 رمضان 1425 ه) من قبل الملك عبد الله الثاني بن الحسين من الأردن، داعيا إلى التسامح والوحدة في العالم الإسلامي. وهذه ثلاث مبادئ صدر الحكم من قبل 200 من علماء الدين الإسلامي في أكثر من 50 بلدا، وتم التوقيع وإقرار على رسالة عمّان ومحاورها الثلاثة من قبل 552 وزير و عالم من 84 بلداً، مع التركيز على قضايا: تحديد من هو مسلم؛ الطرد من الإسلام (التكفير)، والمبادئ المتعلقة بتسليم المراسيم الدينية (الفتاوى).

## محتوى رسالة عمان
تم تسليم رسالة عمان في عمان (محافظة) في خطبة في رمضان من قبل قاضي القضاة الشيخ عز الدين، التميمي في حضور الملك عبد الله الثاني وعدد من العلماء المسلمين. وفقا لتقرير صادر عن مجموعة الأزمات الدولية، «وشددت الخطبة إلى إعادة التأكيد على القيم الأساسية للإسلام الرحمة والاحترام المتبادل والتسامح والقبول وحرية الدين» وفي العام التالي، في يوليو 2005، جلبت اتفاقية إسلامية مع 200 من العلماء المسلمين من أكثر من 50 من الدول التي أصدرت إعلانا من ثلاث نقاط (عرفت فيما بعد باسم «النقاط الثلاث لرسالة عمان») ويتركز هذا الإعلان على:
1. الاعتراف القانوني في ثماني مدارس للفكر (المذاهب) وسلالات متفاوتة بمعنى أصول الدين الإسلامي.

1.سني حنفي
2.سني حنبلي.
3.سني مالكي.
4.سني شافعي.
5.شيعي جعفري.
6.شيعي زيدي.
7.إباضي
8.سني ظاهري.
-نهى إعلان مرتد من أتباع المذاهب التالية / الممارسات / الأفكار:
```
1.عقيدة الاشعري.
2.ممارسات التصوف الحقيقي.
3.المعتقدات السلفية الصحيحة.
```

2-اعترفت بالنهي عن الجهر بالكفر (التكفير) على الآخرين كمسلمين.
3-النصوص وضعت كشروط مسبقة لإصدار الفتاوى الدينية، وتهدف إلى منع تداول فتاوى شرعية.
شرح لماذا صدرت الرسالة، وذكر الملك عبد الله الثاني: «شعرنا أن الرسالة الإسلامية السمحة تتعرض لهجمة شرسة وغير عادلة من البعض في الغرب الذين لا يفهمون جوهر الإسلام، وغيرهم ممن يدعون الترافق مع الإسلام والاختباء وراء الإسلام لارتكاب الأفعال غير المسؤولة».

## المؤتمر والتصريحات
فيما يلي المؤتمرات والتصريحات:
1.المؤتمر الإسلامي الدولي: حقيقة الإسلام ودوره في المجتمع المعاصر، (عمان، 27-29 جمادى الآخرة 426 ه / يوليو 2005 م 4-6).
2-منتدى العلماء المسلمين والمفكرين، (مكة المكرمة، 5-7 شعبان 1426 ه / 9-11 سبتمبر 2005 م).
3-المؤتمر الأول الدولي الإسلامي فيما يتعلق المدارس الإسلامية الفقه والتحديات الحديثة، (جامعة آل البيت، 13-15 شوال آه / 15-17 نوفمبر 2005 م).
4-الدورة الاستثنائية الثالثة لمنظمة المؤتمر الإسلامي، (5-6 ذي القعدة 1426 ه / 7-8 ديسمبر 2005 م)
5-المؤتمر الدولي الثاني للجمعية للفكر الإسلامي المعتدل والثقافة، (25-27 يناير ربيع 1427 ه / 24-26 أبريل 2006 م).
6-مجمع الفقه الإسلامي المؤتمر الدولي الدورة السابعة عشرة، (عمان، 28 جمادى الأولى - 2 جمادى الآخرة 1427 ه / 24-28 يونيو 2006 م)
7-المسلمون في مؤتمر أوروبا، (إسطنبول، 1-2 يوليو 2006 م).
8-الدورة التاسعة للمجلس لمؤتمر وزراء الأوقاف والشؤون الإسلامية، (الكويت، 1426 ه 20-21 / 22-23 نوفمبر 2005 م).
9-رسالة عمان في عيون الآخرين: حوار، اعتدال، إنسانية، (الجامعة الهاشمية، 20-21 سبتمبر 2006).

## فتاوى العلماء
فيما يلي قائمة المنظمات الفردية والذين أصدروا فتوى في رسالة عمان:
| الرقم | الاسم                                             | الوظيفة                                                     | الدولة          | المذهب | الفقه    | ـــــ  |
| ----- | ------------------------------------------------- | ----------------------------------------------------------- | --------------- | ------ | -------- | ------ |
| 1     | محمد سيد الطنطاوي                                 | الإمام الأكبر لجامعة الأزهر                                 | مصر             | سني    | شافعي    | الفتوى |
| 2     | علي جمعة                                          | مفتي مصر                                                    | مصر             | سني    | شافعي    | الفتوى |
| 3     | علي بارداق اوغلو                                  | رئيس المجلس الأعلى للشؤون الدينية، تركيا                    | تركيا           | سني    | حنفي     | الفتوى |
| 4     | أحمد كفتارو                                       | مفتي سوريا                                                  | سوريا           | سني    | شافعي    | الفتوى |
| 5     | سعيد عبد الحافظ الحجاوي                           | مفتي الأردن                                                 | الأردن          | سني    | شافعي    | الفتوى |
| 6     | -                                                 | مجمع الفقه الإسلامي في جدة                                  | السعودية        | سني    | -        | الفتوى |
| 7     | يوسف القرضاوي                                     | مدير مجلس السنة والسيرة                                     | قطر             | سني    | حنفي     | الفتوى |
| 8     | عبد الله بن بيه                                   | نائب رئيس الاتحاد العالمي لعلماء المسلمين                   | السعودية        | سني    | مالكي    | الفتوى |
| 9     | محمد تقي عصماني                                   | نائب رئيس مجمع الفقه الإسلامي                               | باكستان         | سني    | حنفي     | الفتوى |
| 10    | عبد الله الهرري                                   | مؤسس الأحباش                                                | اللبنان         | سني    | شافعي    | الفتوى |
| 11    | علي حسيني خامنئي                                  | المرشد الأعلى لإيران                                        | إيران           | شيعي   | جعفري    | الفتوى |
| 12    | علي حسيني السيستاني                               | -                                                           | العراق          | شيعي   | جعفري    | الفتوى |
| 13    | محمد علي التسخيري                                 | الأمين العام للمنتدى للتقريب بين المذاهب الإسلامية في الفقه | إيران           | شيعي   | جعفري    | الفتوى |
| 14    | محمد حسين فضل الله                                | آية الله                                                    | لبنان           | شيعي   | جعفري    | الفتوى |
| 15    | -                                                 | مؤسسة الخيرية الإمام الخوئي، المملكة المتحدة                | المملكة المتحدة | شيعي   | جعفري    | الفتوى |
| 16    | محمد بن محمد إسماعيل المنصور وحمود بن عباس المؤيد | شيخ                                                         | اليمن           | شيعي   | زيدي     | الفتوى |
| 17    | إبراهيم بن محمد الوزير                            | الأمين العام، وتوحيد الحركة الإسلامية والأشغال، اليمن       | اليمن           | شيعي   | زيدي     | الفتوى |
| 18    | أحمد بن حمد الخليلي                               | مفتي سلطنة عمان                                             | عمان            | إباضي  | -        | الفتوى |
| 19    | كريم الحسيني                                      | الآغا خان الرابع، إمام مسلمين الشيعة الإماميين الإسماعيليين | -               | شيعي   | إسماعيلي | الفتوى |